# Schizura madara
Schizura madara är en fjärilsart som beskrevs av William Schaus 1939. Schizura madara ingår i släktet Schizura och familjen tandspinnare. Inga underarter finns listade.